# Wikia Search
Wikia Search — свободная открытая поисковая система и часть Wikia обслуживаемой Wikia, Inc., коммерческой компанией, основанной в 2004 Джимбо и Бизли. Доступная альфа-версия была запущена 7 января 2008.
Викиа, в свою очередь, основана на Lucene Java поисковике Nutch (англ.). Первоначальная версия поискового интерфейса подверглась острой критике ведущих информационных агентств.
С июня 2008 года любой желающий может добавлять, удалять и выставлять рейтинг веб-страницам. Система теперь поддерживает и автоматически определяет русский язык.
1 апреля 2009 года Джимми Уэйлс объявил о закрытии сервиса. В частности, в своём блоге он написал, что:
Wikia Search — это долгосрочный проект. Но из-за тяжелой экономической ситуации он будет закрыт, а ресурсы, которые тратились на его развитие и поддержку, направятся на другие проекты.
11 апреля 2009 года поисковая система продолжала работать, хотя на главной странице и стоит прощальная надпись со ссылкой на Wikianswers.
14 мая 2009 года проект был заморожен, при попытке открыть в браузере адрес http://search.wikia.com происходит редирект на страницу Wikianswers.

## Поисковая система

### «Мини-статьи»
«Мини-статьи» — специальные ссылки, которые появляются над результатами поиска. Они разделены на несколько групп, основные из которых:
- Краткие определения (Short definitions)
- Значения (Disambiguations) — альтернативные значения для запроса
- Фотографии (Photos)
- См. также (See also) ссылки на другие мини-статьи
- Вопросы (Questions) — формулировка проблем
- Советы
- Вы имели в виду (Did you mean)

### Поисковый движок
Поисковый движок состоит из следующих компонентов:
- Поисковой робот
- Индексы
- Основанное на Java Script представление результатов (с использованием AJAX)

### Организации
- Internet Systems Consortium (ISC) — предоставляет сервера («железо») для поискового движка
- swlabs.org — разработчик движка
- Wikia — предоставляет хостинг (страницы с результатами расположены не на wikia, а на swlabs.org)

## История
Доступная альфа-версия была запущена 7 января 2008.
С июня 2008 года любой желающий может добавлять, удалять и выставлять рейтинг веб-страницам. Система теперь поддерживает и автоматически определяет русский язык.
31 марта — 1 апреля 2009 года было объявлено о закрытии проекта.
15 мая проект был окончательно закрыт. После объявления о закрытии разработчик поискового паука Grub (англ.), Бартек Джасики (Bartek Jasicki), сообщил, что ему придется уменьшить масштабы проекта, поскольку серверы, которые Wikia Search спонсировала для проекта, скорее всего, станут недоступными.